# Cara Mund

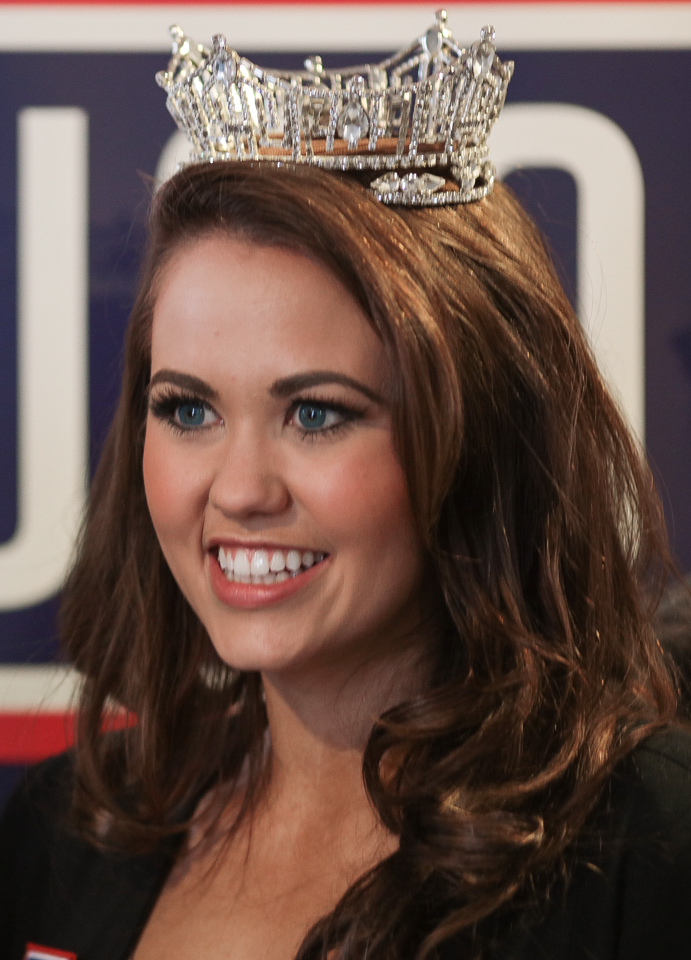
Cara Mund als Miss America

Cara DeLora DeNae Mund (* 28. Dezember 1993 in Bismarck (North Dakota)) ist eine Miss America von 2018, Rechtsanwältin und US-amerikanische Politikerin aus North Dakota.

## Leben
Cara Mund studierte zunächst an der Brown University und hatte nach ihrem Abschluss dort ein Praktikum bei Senator John Hoeven.

### Miss America 2018
Bei der Veranstaltung zur Wahl der Miss America 2018 im September 2017 erklärte sie, dass ihr Ziel an sich gewesen sei, unter die ersten Zehn zu kommen. Sie sagte, dass ihrer Meinung nach der Rückzug vom Klimaübereinkommen von Paris durch Präsident Trump ein Fehler gewesen sei. Es gebe wissenschaftliche Belege, dass der Klimawandel real sei, mit der Entscheidung würden die Vereinigten Staaten nur nicht mehr am Verhandlungstisch sitzen. Sie wurde schließlich als erste Frau aus North Dakota zur Miss America 2018 gekürt.
In ihrer Amtszeit als Miss America verfasste sie einen offenen Brief an die CEO der Miss America Organization Regina Hopper und die Vorsitzende Gretchen Carlson und behauptete, dass die Organisation sie mundtot machen würde und nicht über wichtige Ereignissen sprechen lasse.

### Nach der Zeit als Miss America
Mund studierte nach ihrer Zeit als Miss America Rechtswissenschaft an der Harvard Law School. Nach dem ersten Studienjahr musste sie wegen der COVID-19-Pandemie an den Vorlesungen im Fernunterricht teilnehmen und tat dies von ihrem heimatlichen North Dakota aus. Nach ihrem Studium wurde sie am 23. September 2022 in North Dakota als Rechtsanwältin zugelassen.
Mund trat bei den Wahlen zum Repräsentantenhaus der Vereinigten Staaten 2022 als unabhängige Kandidatin an, um ihren Heimatstaat während des 118. Kongresses im Repräsentantenhaus zu vertreten. Sie trat dabei für das Recht auf Schwangerschaftsabbruch ein. Unmittelbar nach Beginn ihrer Wahlkampagne zog der Kandidat der Demokraten seine Kandidatur zurück. Sie erhielt 37,6 % der Stimmen und musste sich dem Republikaner Kelly Armstrong (62,2 %) geschlagen geben.
Sie wurde 2023 Anwältin in der Kanzlei Quinn Emmanuel.
Bei der Kongresswahl 2024 trat sie diesmal in der Republikanischen Partei an. Sie unterstützte dabei ein Recht auf Schwangerschaftsabbruch, trat für den Rechtsstaat ein und erklärte, dass ansonsten keine Moderaten antreten würden. Sie positionierte sich dabei als Kritikerin von Donald Trump, welche die Partei wieder zu rechtsstaatlichen Grundsätzen zurückführen könne. Mund erhielt in der Vorwahl 19,6 % und musste sich als Drittplatzierte hinter Julie Fedorchak (46,0 %) und Rick Becker (29,6 %) geschlagen geben.